# Elezioni comunali in Sardegna del 2008
Le elezioni comunali in Sardegna del 2008 si tennero il 15 e 16 giugno (con ballottaggio il 29 e 30 giugno).

## Riepilogo Sindaci Eletti
| Provincia | Comune | Sindaco uscente | Sindaco uscente | Sindaco eletto | Sindaco eletto      | Primo turno | Primo turno       | Secondo turno | Secondo turno | Seggi |   |   |         |
| --------- | ------ | --------------- | --------------- | -------------- | ------------------- | ----------- | ----------------- | ------------- | ------------- | ----- | - | - | ------- |
| Provincia | Comune | Cagliari        | Assemini        |                | Luciano Casula (PD) |             | Paolo Mereu (PdL) | 6.854         | 52,74         | Seggi | _ | _ | 12 / 20 |

## Provincia di Cagliari

### Assemini
|                                 | Paolo Mereu ✔️ Sindaco | 6 854                | 52,74 | Il Popolo della Libertà              | 2 425  | 20,40 | 5  |  |  |
| Unione di Centro                | Paolo Mereu ✔️ Sindaco | 6 854                | 52,74 | 1 333                                | 11,21  | 3     |    |  |  |
| Riformatori Sardi               | Paolo Mereu ✔️ Sindaco | 6 854                | 52,74 | 753                                  | 6,33   | 1     |    |  |  |
| Fortza Paris - Unione dei Sardi | Paolo Mereu ✔️ Sindaco | 6 854                | 52,74 | 714                                  | 6,01   | 1     |    |  |  |
| Partito Socialista              | Paolo Mereu ✔️ Sindaco | 6 854                | 52,74 | 705                                  | 5,93   | 1     |    |  |  |
| Partito Sardo d'Azione          | Paolo Mereu ✔️ Sindaco | 6 854                | 52,74 | 582                                  | 4,89   | 1     |    |  |  |
| Movimento per l'Autonomia       | Paolo Mereu ✔️ Sindaco | 6 854                | 52,74 | 391                                  | 3,29   | –     |    |  |  |
|                                 | Simone Rivano          | 5 211                | 40,09 | Partito Democratico                  | 3 499  | 29,43 | 6  |  |  |
| Cittadini per il Rinnovamento   | Simone Rivano          | 5 211                | 40,09 | 595                                  | 5,00   | 1     |    |  |  |
| Partito dei Comunisti Italiani  | Simone Rivano          | 5 211                | 40,09 | 268                                  | 2,25   | –     |    |  |  |
| Seggio di coalizione            | Seggio di coalizione   | Seggio di coalizione | 40,09 | 1                                    |        |       |    |  |  |
|                                 | Massimo Sanna          | 542                  | 4,17  | Italia dei Valori                    | 328    | 2,76  | –  |  |  |
|                                 | Gian Carlo Lecis       | 390                  | 3,00  | Partito della Rifondazione Comunista | 297    | 2,50  | –  |  |  |
| Totale                          | Totale                 | 12 997               | 100   |                                      | 11 890 | 100   | 20 |  |  |
|                                 |                        |                      |       |                                      |        |       |    |  |  |
| Fonte: Ministero dell'interno   |                        |                      |       |                                      |        |       |    |  |  |